# Andreas Hermansson
Andreas Hermansson (* 8. Januar 1973 in Flurkmark, Gemeinde Umeå) ist ein schwedischer Fußballspieler. Der Stürmer gewann 2001 mit Hammarby IF den schwedischen Meistertitel.

## Werdegang
Hermansson begann mit dem Fußballspielen in seinem Heimatort in der Jugend des Flurkmarks IK. Über die Jugendmannschaft des Lokalrivalen Sandåkerns SK kam er 1991 zum Umeå FC. Mit seinem neuen Klub stieg er im folgenden Jahr am Ende der Frühjahrsserie in die zweite Liga auf. Dort etablierte sich der Klub schnell und erreichte 1994 als Tabellenzweiter die Aufstiegsserie zur Allsvenskan. Zwar scheiterte der Klub dort mit einer 0:2-Auswärtsniederlage und einem 0:0-Remis am Göteborger Klub Västra Frölunda IF, Hermannsson hatte sich jedoch auch höherklassig einen Namen gemacht.
Vor Beginn der Erstliga-Spielzeit 1995 schloss Hermansson sich Trelleborgs FF an. Unter Trainer Tom Prahl platzierte sich die Mannschaft mit drei Punkten Vorsprung auf die von IFK Norrköping und Östers IF belegten Relegationsplätze auf dem zehnten Rang. Auch nach dem Abschied des Trainers zum Saisonende kämpfte er in den folgenden Jahren mit dem Klub gegen den Abstieg. In der Spielzeit 1997 schaffte er in der ersten Liga den endgültigen Durchbruch. Mit 13 Saisontoren verhalf er dem Klub erneut zum zehnten Tabellenplatz. Damit belegte er gemeinsam mit Andreas Andersson mit einem Tor Rückstand auf das Torschützenkönigstrio Mats Lilienberg, Christer Mattiasson und Dan Sahlin einen der Spitzenplätze in der Torschützenliste.
Hermansson verließ nach Saisonende den Klub, um sich dem Spitzenklub und Vizemeister IFK Göteborg anzuschließen. Mit dem Klub rutschte er jedoch in den mittleren Ligabereich ab, so dass Mats Jingblad im Saisonverlauf durch Reine Almqvist abgelöst wurde. Obwohl der Verein mit Håkan Mild und Bengt Andersson aufrüstete, halfen Hermanssons acht Saisontore – damit war er bester vereinsinterner Torschütze – nur zum Erreichen des achten Platzes. Auch in der folgenden Spielzeit war nur ein geringer Aufschwung zu erkennen und auch Hermansson konnte nicht an die Treffsicherheit der Vorjahre anknüpfen. Nach anhaltender Erfolglosigkeit des Offensivspielers war er unter Trainer Stefan Lundin nur noch zweite Wahl.
Zur Spielzeit 2000 wechselte Hermansson erneut den Verein und ging zum Allsvenskan-Rivalen Hammarby IF. Unter Trainer Sören Cratz, der die Mannschaft im Vorjahr aus dem Abstiegskampf gezogen hatte, belegte die Mannschaft den achten Tabellenplatz. Hermansson bildete dabei mit Kaj Eskelinen den Angriff des Stockholmer Klubs und zeigte mit neun Saisontoren seine alte Torgefährlichkeit. In der folgenden Spielzeit setzte sich der Klub von Beginn an im vorderen Tabellenbereich fest. Dennoch entließ der Klub im Saisonverlauf Trainer Cratz, da dieser unattraktiven Fußball spielen ließe. Nach dieser Entscheidung war die Mannschaft um Spieler wie Peter Markstedt, Kennedy Bakırcıoğlu, Suleyman Sleyman, Christer Fursth und Jonas Stark zusammengeschweißt und holte am Saisonende den Lennart-Johansson-Pokal für den schwedischen Landesmeister. Hermansson trug dazu mit 14 Saisontoren bei und verpasste erneut um ein Tor den Torschützenkönigstitel, den sich Stefan Selakovic vom Tabellensiebten Halmstads BK holte. In der folgenden Spielzeit zeigte sich, dass die Mannschaft am oberen Limit gespielt hatte. Als Tabellenneunter hatte der Klub lediglich vier Punkte Vorsprung auf den von IFK Göteborg belegten Relegationsplatz. Auch Hermansson konnte seine Leistung des Vorjahres nicht bestätigen und erzielte sechs Saisontore.
Hermansson verließ den Stockholmer Klub und unterzeichnete einen Vertrag beim Erstligaaufsteiger Enköpings SK. Die Mannschaft um Jonny Rödlund, Johan Wallinder und Niclas Norell war jedoch in der schwedischen Eliteserie chancenlos. Obwohl Hermansson acht Saisontore erzielte, belegte der Klub nach nur drei Saisonsiegen den letzten Tabellenplatz. Daraufhin verließ der Stürmer den Absteiger und spielte fortan bei GIF Sundsvall. Auch mit diesem Klub stieg er 2005 aus der ersten Liga ab, blieb ihm jedoch in der zweiten Liga treu. Trotz seiner zehn Saisontore in der Zweitligaspielzeit 2006 verpasste er mit der Mannschaft den direkten Wiederaufstieg. Daraufhin kehrte er zu seiner ersten Profistation Umeå FC zurück. Als spielender Assistenztrainer läuft er für den Klub in der drittklassigen Division 1 auf.